# 邦卡猫
邦卡猫（Bonkers）是美国迪士尼公司从1993年开始播出的动画剧集。剧集曾经在中央电视台电影频道播出过。